# Josep Mas i Torre
Josep Mas i Torre (Roda de Ter, Osona, segle xvii - Roda de Ter, Osona, segle xviii) fou un polític i guerriller català, ciutadà honrat de Barcelona, conegut amb el nom de Josep Mas de Roda.
Lluità en la darrera guerra contra Lluís XIV, a la Garrotxa. El 1695 li fou concedit el privilegi de cavaller del Principat. Juntament amb Jaume Puig de Perafita, Bac de Roda i Carles Regàs, preparà la insurrecció austriacista del 1704. Confinat a Lleida pel virrei filipista Francisco Fernández de Velasco, es posà al servei del rei arxiduc Carles quan aquest arribà davant de Barcelona el 1705. Rebé el privilegi de noble a les corts de Barcelona (1706) i defensà la ciutat durant el setge del 1706. Posteriorment participà en operacions bèl·liques, i el 1713 resistí a la plana de Vic, però el general castellà Feliciano de Bracamonte l'obligà a deposar les armes.
El seu fill, Miquel de Mas i Regàs, fou diputat del General de Catalunya i col·laborà, com ell, a la causa austriacista. Fou capità (amb grau honorífic de coronel) de la Reial Guàrdia Catalana de Barcelona i defensà la ciutat el 1706. I el 1709 reclutà homes per a l'exèrcit a la plana de Vic.